# 京阪交通社
京阪交通社（けいはんこうつうしゃ）は、かつて大阪市中央区にあった、京阪グループの旅行会社。

## 概要
自社での旅行プランの企画販売 および JTBの旅行パッケージプランの受託販売を行っていた。
- 観光庁長官登録旅行業　第1697号

JTBグループとの連携強化のため、2011年7月1日にJTBと京阪電気鉄道の共同出資で設立された「JTB京阪トラベル」（出資比率:JTB 90％、京阪 10％）に店舗を譲渡して営業を停止し、当社は解散した。これは、京阪交通社が10年3月期まで6年連続で赤字を計上するなど苦戦していることから、JTBと連携することで業績の立て直しを行う為としているが、全14店舗中、東京と名古屋の2店舗は閉鎖し、残る12店舗を新会社へ譲渡した（店舗名称もJTBとなる）ことから、「JTBへ売却」との表現の報道もある。
なお、当社は、2004年3月末まで存在していた「京阪交通社」（〔旧〕京阪交通社）とは別会社である。〔旧〕京阪交通社は旅行業の他、広告業、京阪電気鉄道の駅での売店業を営んでいたが、旅行業への特化と京阪グループ内での事業再編のため、広告業を京阪エージェンシーへ、駅売店業を京阪ザ・ストアへ営業譲渡するとともに、旅行業を新会社へ引き継いだ。

## 営業所
主要駅構内や隣接地に営業所を展開していた。また京都女子大学構内に「トラベルサロン」の名前で営業所を出店をしていた。
京阪グループでは初めて京阪沿線以外へ営業所を展開した（東京に1ヶ所・名古屋に2ヶ所）。
京阪沿線カウンター営業所
- 淀屋橋営業所（淀屋橋駅）
- 京橋営業所（京橋駅）
- 守口営業所（守口市駅）
- 寝屋川営業所（寝屋川市駅）
- 香里園営業所（香里園駅）
- 枚方市営業所（枚方市駅）
- 樟葉駅営業所（樟葉駅）
- 丹波橋営業所（丹波橋駅）
- 京都営業所（カウンター）…京阪三条南ビル

その他営業所
- 京都営業所（団体・教育旅行）…京阪三条南ビル
- 大阪営業所（団体・教育旅行）…京阪天満橋ビル3階
- SSOK旅行センター…SSOK東館内
- 名古屋カウンター…メイチカ1番街
- 東京中央営業所（団体・教育旅行）…ギンザエイトビル8階

### 過去に存在した営業所
- 京都女子大学トラベルサロン…京都女子大学構内
- 名古屋営業所（団体旅行）…東洋ビルディング内（2010年12月15日をもって閉店）

## 沿革

### 〔旧〕京阪交通社
- 1953年3月31日 - 「株式会社京阪観光社」として設立。
- 1954年
  - 2月1日 - 本社を京都駅前から京都河原町営業所内へ移転。
  - 10月 - 京阪電気鉄道の受託広告取り扱い業者に指定。
- 1956年7月8日 - 「株式会社京阪交通社」に社名変更。
- 1964年
  - 9月 - 名古屋営業所開設。
  - 10月 - 日本航空との代理店契約成立。
- 1965年
  - 2月 - 京阪京橋駅の売店業務を受諾。
  - 3月 - 東京営業所開設。
  - 6月 - 枚方営業所開設。
  - 10月 - 一般旅行業の認可の為に資本金100万円→2500万円へ増資。
- 1966年
  - 7月 - 運輸省の一般旅行業の認可を受ける。「国際旅行業協会（JATA）」の正会員に加盟。
  - 11月 - 三条営業所開設。
- 1970年
  - 3月16日 - 天満橋営業所に「海外旅行センター」を開設。
  - 3月 - 京阪三条駅・淀屋橋駅の売店業務を受諾。
- 1972年
  - 3月 - 「国際航空運送協会（IATA）」の公認代理店として承認される。
  - 6月 - 銀行集中決済方式に因る国際航空券の発券を開始。
- 1974年3月1日 - 国鉄「団体取り扱い手数料交付業者」に認可、国鉄の乗車券取り扱い開始。
- 1999年6月3日 - 広告業の運営を京阪エージェンシーを設立して委託。
- 2003年12月1日 - 京阪エージェンシーへ広告業を、京阪ザ・ストアへ駅売店業をそれぞれ営業譲渡。
- 2004年4月1日 - 京阪旅行（〔現〕京阪交通社）へ旅行業を営業譲渡し、解散。

### 〔現〕京阪交通社
- 2003年10月31日 - 「株式会社京阪旅行」として設立。
- 2004年4月1日 - 〔旧〕京阪交通社から旅行業を営業譲受し、「株式会社京阪交通社」に社名変更。
- 2011年7月1日 - JTBグループの「株式会社JTB京阪トラベル」に事業譲渡し、営業停止。
- 2011年9月30日 - 会社解散[6]。